# Quercus shennongii
Quercus shennongii là một loài thực vật có hoa trong họ Cử. Loài này được C.C.Huang & S.H.Fu miêu tả khoa học đầu tiên năm 1984.